# پشتگدار
پشتگدار، روستایی در دهستان کرک و نارتیچ بخش بروات شهرستان بم در استان کرمان ایران است.

## جمعیت
بر پایه سرشماری عمومی نفوس و مسکن در سال ۱۳۹۵، جمعیت این روستا برابر با ۲۹ نفر (۱۲ خانوار) بوده‌است.